# Antimycine-A
Antimycine-A is een secundaire metaboliet die aangemaakt wordt door bacteriën van het geslacht Streptomyces. 
Antimycine-A is een antibioticum tegen schimmels die de cytochroom-c-reductase kan blokkeren waardoor er geen elektronentransport meer plaatsvindt. Daarom kan er geen ATP gemaakt worden door ATP-synthase en wordt de celademhaling bemoeilijkt, waarop de dood van de cel kan volgen.

## Toepassing
Antimycine-A is giftig en wordt in de Verenigde Staten veelal toegepast als bestrijdingsmiddel tegen vissen (piscicide), zowel in commerciële viskwekerijen als in de natuur om invasieve soorten te bestrijden. Het gebruik wordt strikt gereguleerd.
Er zijn geen geneeskundige toepassingen bekend. Het is wel onderzocht of antimycine-A kan worden toegepast bij behandelingen van kanker, als cytostaticum, echter zonder succes.